# Мірус Борис Михайлович

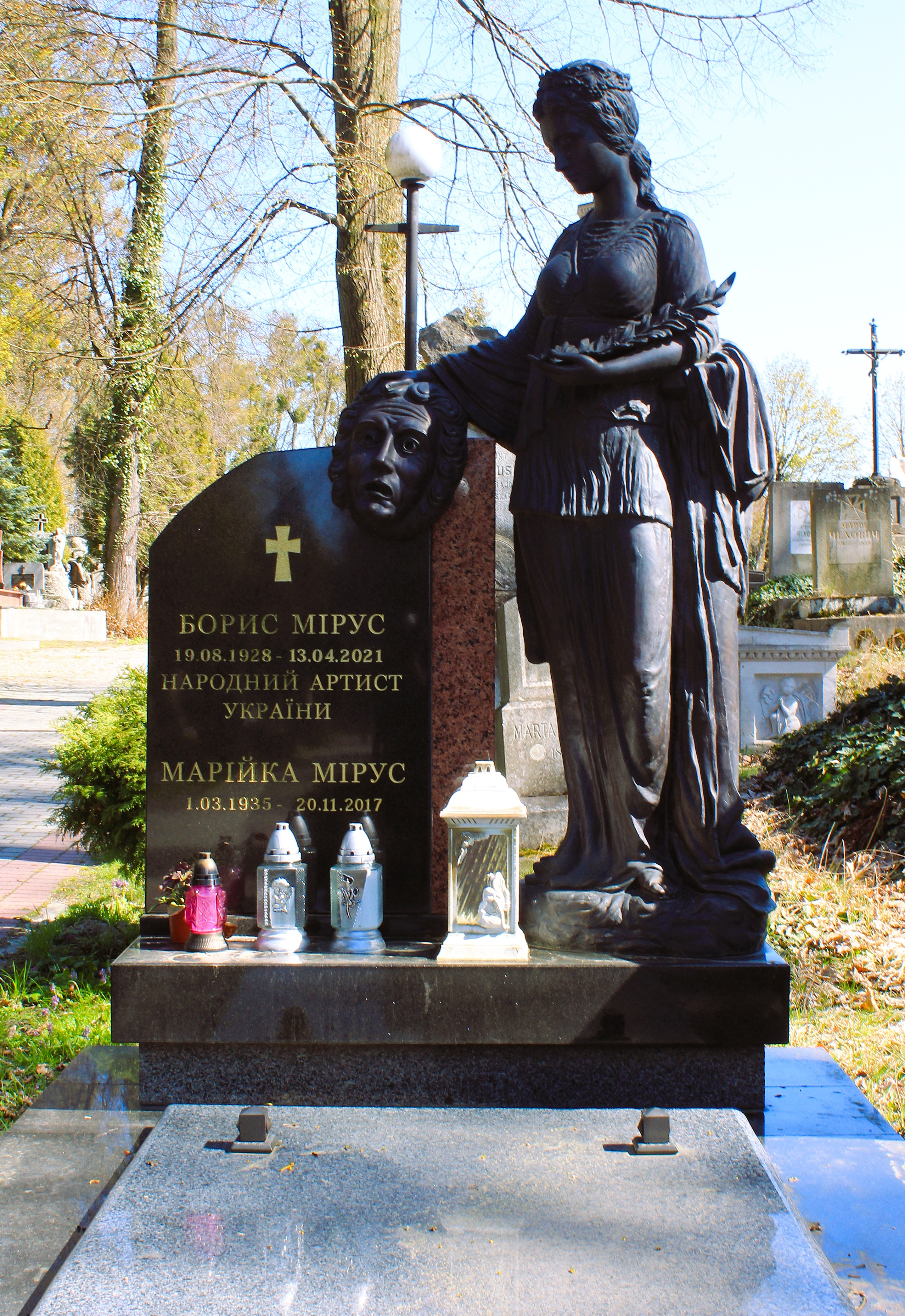
Надгробний пам’ятник на могилі родини Мірус.

Мірус Борис Михайлович (19 серпня 1928, с. Синяково, нині належить до міста Чортків — 13 квітня 2021, м. Львів) — український актор. Народний артист Української РСР (1991).

## Життєпис
Народився 19 серпня 1928 у передмісті Чорткова в селянській родині.
Закінчив театральну студію при Львівському драматичному театрі імені Марії Заньковецької (1948, нині національний театр).
У червні 1949 заарештований, звинувачений у націоналізмі та підготовці замаху на Микиту Хрущова; засуджений на 10 років виправно-трудових таборів. Ув'язнення відбував у м. Воркута (нині Республіка Комі, РФ).
Помер 13 квітня 2021 року у віці 92 років у Львові. Був похований 15 квітня на 50 полі Личаківського цвинтаря. Автор пам'ятника на могилі родини Мірус- скульптор Василь Ярич.

## Театральна кар'єра
Після звільнення (1957) — у Львівському драматичному театрі ім. М. Заньковецької.
Зіграв понад 150 ролей, серед яких:
- «Хазяїн» Івана Карпенка-Карого — Пузир
- «Тарас Бульба» за Миколою Гоголем — Остап
- «Сон князя Святослава» Івана Франка — Овлур
- «Чайка» Антона Чехова — Сорін
- «Доки сонце зійде, роса очі виїсть» Марка Кропивницького — Горнов
- 1994, 3 травня — «Ісус, син Бога живого» Василя Босовича; реж. Федір Стригун — Кайяфа, первосвященник
- 2003, 9 березня — «Державна зрада» Рея Лапіка; реж. Федір Стригун — Запорожець
- 2007, 30 листопада — «Сільва» Імре Кальмана; реж. Федір Стригун — Фон Граве, посол / шанувальник театру та гість на балу
- 2008, 26 грудня — «Дама з камеліями» Александра Дюма-син; реж. Федір Стригун — Граф де Жіре
- 2009, 26 вересня — «Троє товаришів» Еріха-Марії Ремарка; реж. Вадим Сікорський — Блюменталь
- 2009, 5 грудня — «Сватання на Гончарівці» Григорія Квітки-Основ'яненка; реж. Федір Стригун — Кандзюба
- 2010, 14 травня — «Мина Мазайло» Микола Куліш; реж. Григорій Шумейко — Запорожець
- 2011, 5 березня — «Невольник» Тараса Шевченка; реж. Федір Стригун — Кошовий, запорожець / Перший старий козак / козак
- 2011, 9 грудня — «Ромео і Джульєтта в кінці листопада» Яна Отченашека, Ярослава Баліка; реж. Алла Бабенко — Ірачек
- 2012, 19 травня — «Вода життя» Валерія Шевчука; реж. Григорій Шумейко — Василь
- 2013, 2 лютого — «Пані міністрова» Бранислава Нушича; реж. Алла Бабенко — Іова
- 2013, 22 грудня — «Назар Стодоля» Тараса Шевченка; реж. Федір Стригун — перший староста
- 2014, 6 грудня — «Циліндр» Едуардо Де Філіппо; реж. Федір Стригун — чоловік
- 2015, 3 грудня — «Візит літньої пані» Фрідріха Дюрренматта; реж. Федір Стригун — дворецький
- 2015, 26 грудня — «Різдвяна ніч» Михайла Старицького за Миколою Гоголем; реж. Федір Стригун — запорожець
- 2016, 29 жовтня — «Украдене щастя» Івана Франка; реж. Федір Стригун — Газди
- 2018, 17 червня — «Перед заходом сонця» Ґергарта Гауптмана; реж. Алла Бабенко — доктор Вуттке
- 2019, 28 грудня — «Фредерік або Бульвар злочинів» Еріка-Емманюеля Шмітта; реж. Олексій Кравчук — Антуан, помічник режисера

## Фільмографія
- 1959 — Іванна — Дмитро Андрійович Каблак, секретар приймальної комісії
- «Здрастуй, Гнате!» — Назарчук
- 1967 — Десятий крок — Корчун
- 1970 — Родина Коцюбинських — Волох
- 1973 — Будні карного розшуку — Хлопов
- «Час збирати каміння» — Потоцький

## Нагороди та відзнаки
- 1991 — Народний артист України
- 2019 — Почесний громадянин міста Чорткова[3]
- 2019, 26 березня — Орден «За заслуги» ІІІ ступеня «за вагомий особистий внесок у розвиток національної культури і театрального мистецтва, значні творчі здобутки та високу професійну майстерність»[4]